# Andrzej Maria Gołaś
Andrzej Maria Gołaś, né le 30 septembre 1946 , est un universitaire et homme politique polonais.
Il a notamment été président (maire) de Cracovie de 1998 à 2002 et sénateur (Plate-forme civique PO) de 2005 à 2007.
Andrzej Maria Gołaś est professeur d'informatique appliquée à l'École des mines et de la métallurgie de Cracovie.